# Machuli
Machuli (im 19. Jahrhundert auch Machuly, Mahuly und Mahuli) ist eine Ortschaft in der Gemeinde Straßburg im Bezirk St. Veit an der Glan in Kärnten. Die Ortschaft hat 48 Einwohner (Stand 1. Jänner 2024). 

## Lage
Machuli liegt im Norden der Gemeinde Straßburg, nördlich des Pfarrorts Kraßnitz, nahe der Wasserscheide zwischen Gurktal und Metnitztal, teils in der Katastralgemeinde Straßburg Land, teils in der Katastralgemeinde St. Georgen.
Zur Ortschaft gehören Murzhube (Murtzhube; Nr. 1 und 2; östlich davon befand sich früher noch die Machuly-Hube), Fuchshube (Nr. 3), Wildbacher-Hube (früher: Linder; Nr. 4), Weischnig (Nr. 5), Schöbelnig-Hube (Nr. 7) und Schöbelnig-Auszughaus (Nr. 7a), Moser (Nr. 8) und ein in der Nähe befindliches Haus ohne Vulgonamen (Nr. 10) sowie Leitner-Hube (Nr. 9).

## Geschichte
Der Ortsname leitet sich vom slowenischen Meholice (= Dorf des Mehola) ab.
Infolge eines Blitzschlags brannte am 30. August 1859 der Hof vulgo Weischnig zur Gänze ab.
Seit Gründung der Ortsgemeinden Mitte des 19. Jahrhunderts gehört Machuli zur Gemeinde Straßburg.

## Bevölkerungsentwicklung
Für die Ortschaft ermittelte man folgende Einwohnerzahlen:
- 1869: 9 Häuser, 78 Einwohner[4]
- 1880: 9 Häuser, 77 Einwohner[5]
- 1890: 8 Häuser, 65 Einwohner[6]
- 1900: 9 Häuser, 61 Einwohner[7]
- 1910: 8 Häuser, 79 Einwohner[8]
- 1923: 8 Häuser, 69 Einwohner[9]
- 1934: 72 Einwohner[10]
- 1951: 7 Häuser, 40 Einwohner[11]
- 1961: 7 Häuser, 33 Einwohner[12]
- 2001: 9 Gebäude (davon 7 mit Hauptwohnsitz) mit 10 Wohnungen; 56 Einwohner und 5 Nebenwohnsitzfälle; 9 Haushalte; 1 Arbeitsstätte, 4 land- und forstwirtschaftliche Betriebe[13]
- 2011: 9 Gebäude, 53 Einwohner, 6 Haushalte, 1 Arbeitsstätte[14]
- 2021: 11 Gebäude, 50 Einwohner, 6 Haushalte, 4 Arbeitsstätten[15]